# Le Pirate Maboule
Le Pirate Maboule est une série télévisée jeunesse québécoise en plus de soixante épisodes de 25 minutes diffusée entre le 16 octobre 1967 et le 2 septembre 1971 à la Télévision de Radio-Canada. Après avoir débuté dans La Boîte à Surprise durant la saison 1967-1968, la série est diffusée sous son propre titre la saison suivante.

## Origine du personnage
Le Pirate Maboule a été créé en 1951 au sein du Théâtre Le Grenier dans le cadre de la pièce de théâtre intitulé Les Aventures du Pirate Maboule. Durant sa carrière théâtrale, le Pirate Maboule a été interprété par plusieurs comédiens : (André Loiseau, Pierre Bourgault, Guy L'Écuyer, Gaston Miron, Yves Massicotte, Jacques Létourneau, etc.).
Le personnage du Pirate Maboule puise grandement du Matamore de la Commedia Dell'Arte.
C'est, sous les traits de Jacques Létourneau, durant l'été 1954 que commence sa carrière télévisuelle dans l’émission Fafouin. À compter de 1956, sa carrière se poursuivra à La Boîte à Surprise et ce pendant plusieurs années. Lorsque présent à l'émission, chaque prestation durait de 10 à 15 minutes. Dans le coffret DVD Radio-Canada : Cinquante ans de grande télévision jeunesse, nous retrouvons un épisode de cette période : La Boîte à Surprise - Le Pirate Maboule : Loup-Garou garde le magasin.
Pour la saison 1967-1968, à partir du mois d'octobre 1967, le format de La Boîte à Surprise est modifié. Désormais, Monsieur Surprise ne fait plus l'animation et on ne présente qu'une seule série par épisode qui dure de 20 à 25 minutes. Chaque épisode commence avec le générique de La Boîte à Surprise.
Le 17 octobre 1968, commence la série d'émissions Le Pirate Maboule qui débute avec son propre générique et termine avec son propre crédit. Les épisodes de la saison 1967-1968 seront rediffusés dans cette série.
La série comprend au moins 61 épisodes de 30 minutes.

## Liste des épisodes incluant la période de La Boîte à Surprise de 1967-1968
Le premier épisode « Le Pirate Maboule ». a été diffusé, dans le cadre de La Boîte à Surprise, lundi, le 16 octobre 1967 à 16 h 30. Malheureusement, le titre n’était pas indiqué. Synopsis: Le Pirate Maboule et son fidèle serviteur, Loup-Garou, font le tour du monde. Cette description est plutôt un descriptif général de la série.

### Titres des épisodes
Source: Ici Radio-Canada - horaire de la télévision
1. « Le Trésor de l’île Fofo ». Diffusion : le lundi 6 novembre 1967, à 16:30.
2. « La Roulotte explosive ». Diffusion : le lundi 13 novembre 1967, à 16:30.
3. « La Conquête du Far West ». Diffusion : le lundi 20 novembre 1967, à 16:30.
4. « L’Académie Bec-Sec ». Diffusion : le lundi 27 novembre 1967, à 16:30.
5. « Le Timbre magique ». Diffusion : le lundi 4 décembre 1967, à 16:30.
6. « Le Bal des gorilles ». Diffusion : le lundi 11 décembre 1967, à 16:30.
7. « L’abominable Homme des glaces ». Diffusion : le lundi 18 décembre 1967, à 16:30.
8. « Le Canot d’écorce ». Loup-Garou raconte l’histoire de l’extraordinaire aventure vécue par le pirate Maboule et lui-même pour se rendre au réveillon de Noël de Mme Bec-Sec. Perdus dans les glaces du Grand Nord, leur rencontre avec le père Noël et puis leur fantastique retour en chasse-galerie. Diffusion : le lundi 25 décembre 1967, à 16:30.
9. « Le Grand Imposteur ». Diffusion : le lundi 15 janvier 1968, à 16:30.
10. « Le Jugement dernier ». Diffusion : le lundi 5 février 1968, à 16:30.
11. « La Guerre des suçons ». Diffusion : le lundi 12 février 1968, à 16:30.
12. « Les carottes sont cuites ou les Mauvaises Fréquentations ». Diffusion : le lundi 11 mars 1968 à 16:30.
13. « L’Invention diabolique ». Diffusion : le lundi 15 avril 1968, à 16:30.
14. « L’Escroc téléguidé ». Diffusion : le lundi 22 avril 1968, à 16:30.
15. « La Valeur des avalés » [5]. Pour empêcher que les gâteaux de Madame Bec-Sec se fassent voler, Loup-Garou saupoudre l’un d’eux d’une poudre qui donne le hoquet. Tour à tour, le constable Polycarpe et le Pirate Maboule seront soupçonnés. Diffusion : le lundi 24 juin 1968, à 16:30.
16. « Le Grand Imposteur ». Diffusion : le lundi 8 juillet 1968, à 16:30.
17. « Le Présent du sultan ». Il pourrait y avoir erreur de série ou de titre avec la série Picolo Diffusion : le lundi 15 juillet 1968, à 16:30.
18. « Le Jugement dernier». Diffusion : le lundi 22 juillet 1968, à 16:30.
19. « Le Voleur envolé ». Diffusion : le lundi 29 juillet 1968, à 16:30.
20. « Le Roi de la sardine ». Diffusion : le lundi 5 août 1968, à 16:30.
21. « Alfredo et Pepita ». Un grand imprésario vient visiter la pièce de théâtre créée par Madame Bec-Sec. Diffusion : le lundi 12 août 1968, à 16:30.
22. « Une maboulite aiguë ». Diffusion : le lundi 19 août 1968, à 16:30.
23. « Le Congrès des pirates ». Diffusion : le lundi 26 août 1968, à 16:30.
24. « La Vache enragée ». Diffusion : le lundi 16 septembre 1968, à 16:30.
25. « Le Gros Chapeau rond vert ». Diffusion : le lundi 23 septembre 1968, à 16:30.
26. « Les ours se suivent, ou les Degas de l’exposition ». Lors d’une exposition de peinture, un ours s’évade d’un cirque voisin. Diffusion : le jeudi 17 octobre 1968, à 16:30.
27. « Les souris dansent ».  Par un habile subterfuge, Nougat de Montélimar réussi à éloigner le Pirate Maboule afin de s’emparer de son bateau L’Invincible II.  Profitant eux aussi de l’absence du Pirate Maboule, Timothé Yéyé et Rosa Petipas décide de transformer le bateau en bateau-théâtre.  Diffusion : le jeudi 24 octobre 1968, à 16:30.
28. « L’Enlèvement aux tenailles ».  Diffusion : le jeudi 31 octobre 1968, à 16:30.
29. « Le Trompeur trompé ou l’Espion de Carpalthes ».  Diffusion : le jeudi 7 novembre 1968, à 16:30.
30. « La Fusée confuse ».  Diffusion : le jeudi 14 novembre 1968, à 16:30.
31. « Les Épis piégés ».  Diffusion : le jeudi 21 novembre 1968, à 16:30.
32. « La Tire tiraillée ».  Diffusion : le jeudi 28 novembre 1968, à 16:30.
33. « Le Chat savant ou le Ceinturfuge (ou Ceintorfuge, selon les sources[6])».  Diffusion : le jeudi 12 décembre 1968, à 16:30.
34. « Le Pirate borgne ».  Diffusion : le jeudi 16 janvier 1969, à 16:30.
35. « Le Trophée contesté ».  Diffusion : le jeudi 20 février 1969, à 16:30.
36. « Le Matadore matamore ».  Diffusion : le jeudi 17 juillet 1969, à 16:30.
37. « L’Escroc à l’Expo ».  Diffusion : le jeudi 31 juillet 1969, à 16:30.
38. « La Merveille masquée ».  Diffusion : le jeudi 7 août 1969, à 16:30.
39. « La Java des Apaches ».  Diffusion : le jeudi 21 août 1969, à 16:30.
40. « Le Dragon du fleuve ».  Le Pirate Maboule essaie d’attirer les faveurs d’un producteur de cinéma.  Diffusion : le jeudi 28 août 1969, à 16:30.
41. « Va donc chez le bonhomme[7] ».  Diffusion : le jeudi 4 septembre 1969, à 16:30.
42. « Le Pédalo atomique ».  Diffusion : le jeudi 2 octobre 1969, à 16:30.
43. « Le Festin du cannibale ».  Diffusion : le jeudi 9 octobre 1969, à 16:30.
44. « Le Faux Frisette ».  Diffusion : le jeudi 16 octobre 1969, à 16:30.
45. « La Chaise honteuse ».  Diffusion : le jeudi 23 octobre 1969, à 16:30.
46. «Le Hollandais violent ».  Diffusion : le jeudi 30 octobre 1969, à 16:30.
47. « La Fontaine de Jouvence ».  Diffusion : le jeudi 6 novembre 1969, à 16:30.
48. « La Tombola municipale ».  Le Pirate Maboule essaie par tous les moyens honnêtes et malhonnêtes de gagner le suçon géant, grand prix de la tombola municipale.  Diffusion : le jeudi 13 novembre 1969, à 16:30.
49. « Les Éclopés démasqués ».  Diffusion : le jeudi 1er janvier 1970, à 16:30.
50. « La Prise de la Pastille ».  Diffusion : le jeudi 9 avril 1970, à 16:30.
51. « Le Royaume des Gripettes ».  Diffusion : le jeudi 16 avril 1970, à 16:30.
52. « Le Gâteau des anges ».  Diffusion: le jeudi 23 avril 1970, à 16:30)

### Nouveaux épisodes diffusés en 1971
Tiré de Ici Radio-Canada :
« De nouvelles aventures
L'été dernier, une équipe de production des émissions jeunesse, sous la direction du réalisateur Hubert Blais, a tourné une nouvelle série d'aventures mettant en vedette le pirate Maboule.
C'est à compter du vendredi 5 mars [1971] à 16 h 30 que les jeunes téléspectateurs de la chaîne française de Radio-Canada pourront suivre ces nouvelles émissions du Pirate Maboule, enregistrées au kiosque E de Terre des hommes, devant un nombreux public de garçonnets et de fillettes. »
53. « 3 petits ours et puis s’en vont ».  Diffusion : le vendredi 5 mars 1971, à 16:30.
54. « Les Mutinés de l’Invincible II ».  Diffusion : le vendredi 12 mars 1971, à 16:30.
55. « Les trois mousses tiquèrent ».  Diffusion : le vendredi 19 mars 1971, à 16:30.
56. « Le Grand Vol de la petite banque ».  Diffusion : le vendredi 26 mars 1971, à 16:30.
57. « Un rêve de Pâques ».  Diffusion : le vendredi 16 avril 1971, à 16:30.
58. « Les Pigeons à pistons ».  Diffusion : le jeudi 2 septembre 1971, à 16:30.
La série fut en rediffusion en 1976.  Nous avons relevé cet autre épisode :
59. « La Marmite du sorcier ».  Voulant empêcher le mariage de la fille du grand chef indien, Ti-Jean Violon déguisé en grand sorcier réussit à faire emprisonner le Pirate Maboule.  Diffusion : le jeudi 20 mai 1976, à 16: 30.
Épisodes dont la date originale de diffusion est à déterminer (provenance VHS) :
60. « Le Gros lot ».  Sylvio Banjo s’empare du gros lot de la loterie en se déguisant en Pirate Maboule.  Ce dernier aura maille à partir avec Loup-Garou et le constable Polycarpe.
61. « Le Bonnet d’âne ».  Afin de pouvoir obtenir des cours du soir, il faut absolument recruter le Pirate Maboule et Timothé Yéyé.  Une fois la chose faite, le Pirate Maboule, cancre et indiscipliné, finira avec le bonnet d’âne.
Épisode à confirmer (provenance VHS) :
- « Va donc au Bonhomme ».  Afin de gagner un voyage au Carnaval de Québec pour tout le monde, le Pirate Maboule doit faire la promotion du suçon Carnaval.  Note: il pourrait s'agir de l'épisode « Va donc chez le bonhomme ».  Avec Jacques Létourneau : Pirate Maboule, Edgar Fruitier : Loup-Garou, Huguette Uguay : Madame Bec-Sec, Yves Létourneau : Constable Polycarpe, Victor Désy : Sylvio Banjo.  Texte: Jacques Létourneau.

## Épisode datant de la période 1956-1967
Dans le coffret DVD de Radio-Canada : Cinquante ans de grande télévision jeunesse, nous retrouvons un épisode d'une quinzaine de minutes du Pirate Maboule dans le cadre de La Boîte à Surprise :
- « Loup-Garou garde le magasin ». Le Pirate Maboule tente de voler des suçons dans la boutique de Madame Bec-Sec, alors que c'est Loup-Garou qui en a la garde. (Date de diffusion indéterminée)

### Commentaire
Dans le Journal Zoum, dans un article intitulé Le Pirate Maboule n'a plus de suçon!, on apprend les détails d'un épisode du Pirate Maboule dans lequel, le Pirate Maboule est engagé par Madame Bec-Sec pour faire le ménage dans sa boutique. Sa récompense sera de taille puisque le Pirate Maboule doit recevoir 3000 suçons! Malheureusement, un voleur a volé les suçons. Ni le Constable Polycarpe, ni Loup-Garou n'arrive à résoudre l'affaire. Le Pirate Maboule aura-t-il plus de succès?

## Distribution
- Jacques Létourneau : Le Pirate Maboule
- Edgar Fruitier : Loup-Garou
- Huguette Uguay : Madame Émerencienne Bec-Sec[11]
- Yvonne Laflamme : Rosa Petipas
- Yves Létourneau : Constable Polycarpe
- Paul Berval : Thimotée Yé-Yé
- Guy Hoffmann : Nougat de Montélimar
- Victor Désy : Sylvio Banjo
- Marcel Cabay : Gros-Orteil[12]
- Gilles Latulippe : Billy-la-Girouette[12]
- Marcel Sabourin : Mr Spumente ; dans l'Épisode Alfrédo et Pépita

## Fiche technique
- Scénariste : Jacques Létourneau
- Réalisation : Hubert Blais, Maurice Falardeau, Guy Hoffmann, Jean Valade
- Société de production : Société Radio-Canada

## Vidéographie
VHS
McDonald’s présente « Les meilleurs émissions pour enfants », tome 1, SRC Video, 1995
- Vidéo 2 : Pirate Maboule : 1. Les souris dansent ; 2. La tombola municipale
  - SRC : Classiques des années soixante, SRC Vidéo, Année de production à déterminer (vers 1995)
- Volume 3 : 1. La Boîte à Surprise : ouverture de l’émission; 2. Le Pirate Maboule : Va donc au Bonhomme; 3. Bobino : 1000e émission.
  - Le Pirate Maboule, Radio-Canada Vidéo et Imavision Distribution, année de production à déterminer
- Cassette 1 : Épisode 1. Les souris dansent; Épisode 2. Le gros lot; Épisode 3. La marmite du sorcier (en réalité, ce segment présente un épisode de Fanfreluche : Le petit Chaperon rouge.)
- Cassette 2 : Épisode 4.La valeur des avalés; Épisode 5. Alfredo et Pepita; Épisode 6. Va donc au Bonhomme
- Cassette 3. Épisode 7. Le bonnet d’âne; Épisode 8. Le dragon du fleuve; Épisode 9. La tombola municipale

DVD
Radio-Canada : Cinquante ans de grande télévision jeunesse, Imavision, 2007 (incluant diverses séquences d’archives inédites en DVD, biographies, quiz et synopsis)
- Disque 1 : 1. Pépinot : Le pont de la rivière; 2. La Boîte à Surprise - Le Pirate Maboule : Loup-Garou garde le magasin; 3. La Boîte à Surprise - Marie Quat’Poches : Le pique-nique; 4. Sol et Gobelet : Le fakir